# Pachyteuthis
Pachyteuthis is een geslacht van uitgestorven cephalopode Mollusca, dat leefde van het Midden- tot Laat-Jura.

## Beschrijving
Deze belemniet had een aan de achterzijde gelijkmatig, in een stompe punt uitlopend rostrum (een inwendig gelegen sigaarvormige structuur van voornamelijk radiair gelaagd calciet). De diepe, afgeronde V-vormige alveole (conische holte in rostrum) bevatte een groot, uit hol-bolle kamers opgebouwd phragmocoon. De normale lengte van de schelp bedroeg ongeveer vijftig centimeter.

## Leefwijze
Dit geslacht bewoonde diepere zeeën in de neritische zone en voedde zich met kleine prooidieren en aas.